# 新彼得斯海恩
新彼得斯海恩（德語：Neupetershain，發音：[nɔʏˈpeːtɐshaɪn]，發音：[ˈnɔwɛ ˈwʲikʲi]）是德国勃兰登堡州上施普雷瓦尔德-劳西茨县的市镇，面积18.8平方千米，2023年12月31日人口为1,233人。